# Reforestación

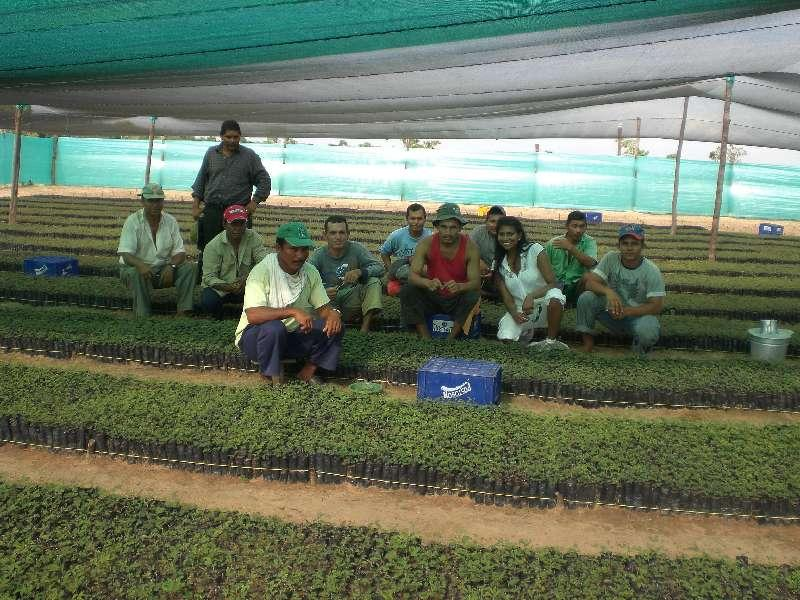
Vivero de árboles tropicales en Planeta Verde Reforestación S.A. Plantación en Vichada, Colombia.

La reforestación es una operación en el ámbito de la silvicultura destinada a repoblar zonas deforestadas en el pasado histórico y reciente (se suelen contabilizar 50 años). Por extensión, también se llama reforestación, aunque sería más correcto el término forestación, a la plantación más o menos masiva de árboles, en áreas donde estos no existieron, por lo menos en tiempos históricos recientes (igualmente, unos 50 años). También se llama reforestación al conjunto de técnicas que se necesitan aplicar para crear una masa forestal, formada por especies leñosas.

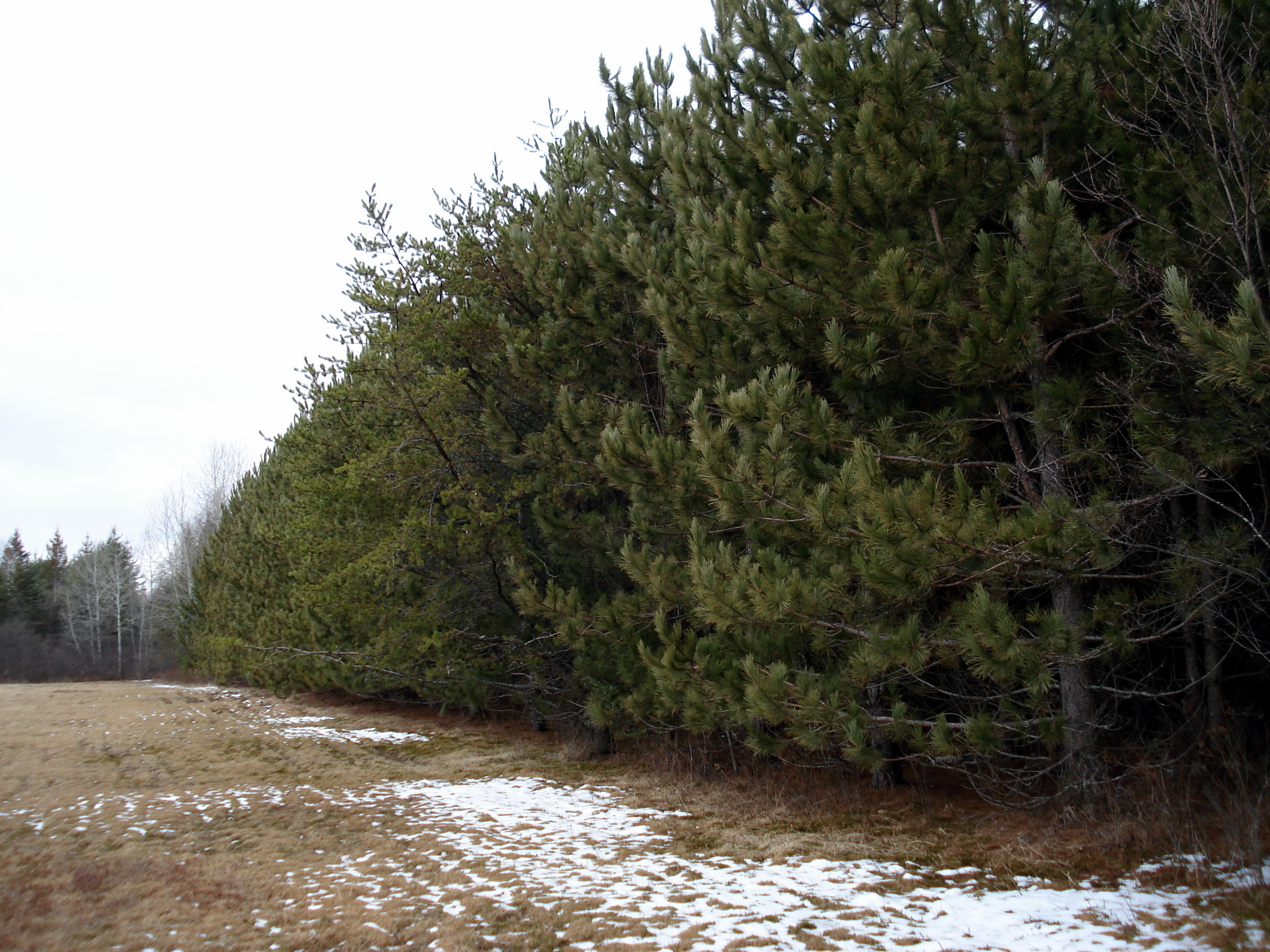
Plantación de pino rojo americano de 21 años al sur de Ontario, Canadá.

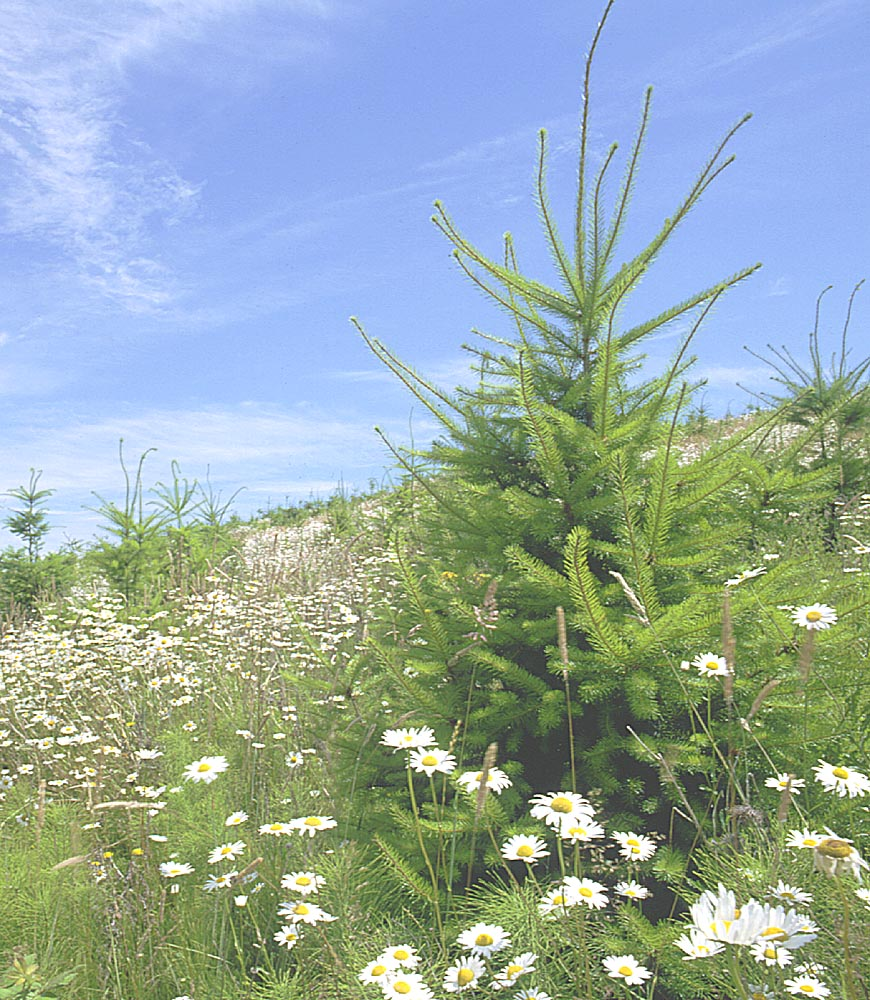
Parcela reforestada con 8 años de edad.

En muchas partes del mundo, especialmente en el este de Asia, la reforestación y la forestación están incrementando las áreas boscosas. La cantidad de bosque ha aumentado en 22 de las 50 naciones del mundo con más bosques. Asia, en conjunto, ganó un millón de hectáreas de bosque entre 2000 y 2005. Asimismo, el bosque tropical en El Salvador creció más del 20 % entre 1992 y 2001. Basándose en estas tendencias, un estudio estima que la superficie forestal mundial en 2050 será un 10 % —una superficie de la extensión de la India— superior a la de 2006.
En China, donde se han destruido bosques a gran escala, ha sido obligación legal de cada ciudadano capacitado, entre 11 y 60 años, el plantar de 3 a 5 árboles anualmente, o hacer la cantidad de trabajo equivalente en otros servicios forestales. El Gobierno chino sostiene que, desde 1982, se ha plantado cada año al menos un millardo de árboles y se han recuperado anualmente 50 000 km² de superficie forestal. En 2016 esta obligación ya no se encuentra vigente, pero cada 12 de marzo en China son las vacaciones de plantado. Además, está en marcha el proyecto Gran Muralla Verde de China que, plantando árboles, pretende frenar la expansión del desierto de Gobi. Aunque debido al alto porcentaje de árboles que mueren después de plantarlos (hasta el 75 %), el proyecto no está teniendo mucho éxito, la superficie forestal en el norte del país ha pasado del 5 al 12,4 %. En China, la superficie forestal ha aumentado 47 millones de hectáreas desde la década que comenzó en 1971. El número total de árboles en 2001 se estimaba en 35 millardos. Otra propuesta ambiciosa para China es el sistema aéreo de reforestación y control de la erosión.
En África, con un nombre parecido, la Gran Muralla Verde de África, se está llevando a cabo otra iniciativa de contención del desierto (el Sahara en este caso) mediante el plantado de árboles. Se ha propuesto utilizar invernaderos de agua marina.
En los países occidentales, la creciente demanda del consumidor por productos forestales que hayan sido cultivados y cosechados de forma sostenible está haciendo que los propietarios de bosques y la industria maderera rindan cada vez más cuentas de sus prácticas de gestión forestal y tala.
El programa de rescate de la selva de la norteamericana Arbor Day Foundation utiliza sus donaciones para comprar y preservar selvas antes de que las puedan adquirir compañías madereras. Esta fundación protege así las tierras de la deforestación. También aísla el modo de vida de las tribus primitivas que las habitan. Otras organizaciones como Cool Earth, Community Forestry International, The Nature Conservancy, WWF/Adena, Conservation International, African Conservation Foundation y Greenpeace también se centran en preservar los hábitats forestales. En particular Greenpeace ha identificado los bosques aún intactos y publicado esta información en Internet. Por su parte, el Instituto de Recursos Mundial ha trazado un mapa temático más simple donde se muestran los bosques hacia el año 6000 a.C. y a comienzos del siglo XXI (mucho más reducidos). Estos mapas muestran la cantidad de reforestación requerida para reparar el daño causado por la humanidad.

## Objetivos de la reforestación
La reforestación está orientada a:
- Mejorar áreas verdes y el medio ambiente
- Mejorar el desempeño de la cuenca hidrográfica, protegiendo al mismo tiempo el suelo de la erosión.
- Producción de madera para fines industriales.
- Crear áreas de protección para el ganado, en sistemas de producción extensiva.
- Crear barreras contra el viento para protección de cultivos.
- Frenar el avance de las dunas de arena.
- Proveer madera para uso como combustible doméstico.
- Crear áreas recreativas.
- Luchar contra el calentamiento mundial, retirando de la atmósfera dióxido de carbono para fijarlo en los árboles.[10]

Para la reforestación, pueden utilizarse especies autóctonas (que es lo recomendable) o especies importadas, generalmente de crecimiento rápido.
Las plantaciones y la reforestación de las tierras deterioradas y los proyectos sociales de siembra de árboles producen resultados positivos, por los bienes que se producen y por los servicios ambientales que prestan.
Si bien se puede decir que la reforestación en principio es una actividad benéfica, desde el punto de vista del medio ambiente, existe la posibilidad que también produzca impactos ambientales negativos.
Como derivados de la actividad de reforestación se pueden desarrollar actividades relacionadas con:
- Producción de plantas (viveros).
- Producción de madera, pulpa de celulosa, postes, fruta, fibras y combustibles.

## Amenazas
- Contaminación
- Demanda hídrica
- Desertificación
- Desertización
- Erosión
- Explotación agropecuaria
- Incendio
- Introducción de especies inadecuadas o alóctonas
- Obra pública y Urbanismo (desmontes)
- Pérdida paisajística
- Plagas de insectos desfoliadores o perforadores

## Factores ecogeográficos
- Biogeográficos
  - Climatología
  - Geología y edafología
- Disposición de los pisos bioclimáticos

## Especies repobladoras

### Matorral
Cistus ssp. (jaras), Quercus coccifera (coscojas), Rosmarinus ssp. (romeros), Thymus ssp. (tomillos), o piornos.

### Bosque degradado

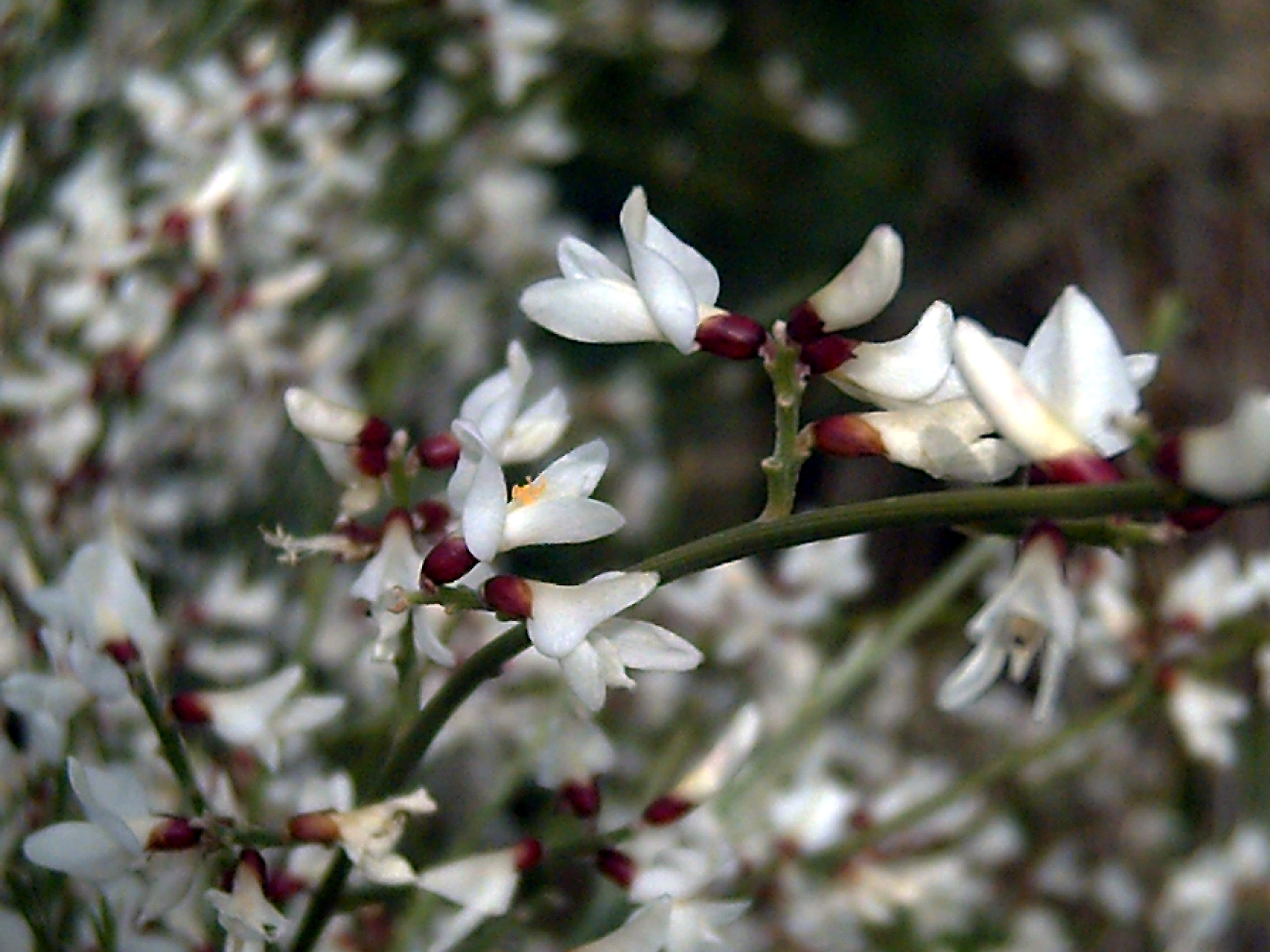
Planta de Retama

Olea europaea (acebuches), Retama ssp. (retamas), Pistacia ssp. (lentiscos, terebintos), Lycium intricatum, Ziziphus ssp., Maytenus ssp. (artos, cambroneras, azufaifos), Ceratonia siliqua (algarrobos), Tetraclinis articulata (araares), Juniperus ssp. (sabinas, enebros).

### Bosque de ribera
Populus nigra, Populus alba (álamos), Fraxinus ssp. (fresnos), Ulmus ssp. (olmos), Alnus glutinosa (alisos), Tamarix ssp. (tarays), Nerium oleander (adelfas), Salix ssp. (sauces).

### De interés económico
Pinus ssp. (pinos), Eucalyptus ssp. (eucaliptos), cupresáceas.

## Impactos ambientales
Las reforestaciones y sus componentes que contemplan la siembra de árboles para producción o para proteger el medio ambiente tienen impactos ambientales positivos y también negativos.
Las plantaciones y la reforestación de las tierras deterioradas y los proyectos sociales de siembra de árboles producen resultados positivos por los bienes que se producen y por los servicios ambientales que prestan. Los productos forestales de la reforestación incluyen: madera, pulpa de celulosa, postes, fruta, fibras y combustibles, las arboledas comunitarias y los árboles que siembran agricultores alrededor de sus viviendas o terrenos. Las actividades orientadas hacia la protección incluyen los árboles sembrados a fin de estabilizar las pendientes y fijar las dunas de arena, las fajas protectoras, los sistemas de agroforestación, las cercas vivas y los árboles de sombra.
Por otra parte, las grandes plantaciones comerciales tienen el potencial para causar efectos ambientales negativos de mucho alcance y magnitud. Los peores impactos se sienten donde se han cortado los bosques naturales para establecer plantaciones.

### Impactos positivos

#### Reducción del uso de bosques naturales como fuente de combustible
Las plantaciones ofrecen la mejor alternativa a la explotación de los bosques naturales para satisfacer la demanda de madera y otros productos combustibles. Las plantaciones que se realizan para la producción de madera, generalmente emplean las especies de crecimiento más rápido y el acceso y la explotación son más fáciles que en el caso de los bosques naturales, pues dan productos más uniformes y comercializables. Asimismo, las plantaciones comunitarias para la producción de leña y forraje, cerca de los poblados, facilitan el acceso de los usuarios a estos bienes y, a la vez, ayudan a aliviar la presión sobre la vegetación local, que puede ser la causa del corte y pastoreo excesivo. El pastoreo se establece, generalmente, en los terrenos marginales o inapropiados para la agricultura (p.ejem. los terrenos forestales existentes o las zonas deterioradas); las plantaciones originan un uso beneficioso y productivo de la tierra que no compite con los usos más productivos.

#### Incremento de los servicios ambientales
La reforestación aporta una serie de beneficios y servicios ambientales. Al restablecer o incrementar la cobertura arbórea, se aumenta la fertilidad del suelo y se mejora su retención de humedad, estructura y contenido de nutrientes (reduciendo la lixiviación, proporcionando abono verde y agregando nitrógeno, en el caso de que las especies utilizadas sean de este tipo). Si la falta de leña obliga a que el estiércol se utilice como combustible, en vez de abono para los campos agrícolas, la producción de leña ayudará, indirectamente, a mantener la fertilidad del suelo. La siembra de árboles estabiliza los suelos, reduciendo la erosión hidráulica y eólica de las laderas, los campos agrícolas cercanos y los suelos no consolidados, como las dunas de arena.
La cobertura arbórea también ayuda a reducir el flujo rápido de las lluvias, regulando, de esta manera, el caudal de los ríos, mejorando la calidad del agua y reduciendo la entrada de sedimento a las aguas superficiales. Debajo de los árboles, las temperaturas más frescas y los ciclos húmedos y secos moderados constituyen un microclima favorable para los microorganismos y la fauna; ayuda a prevenir la laterización del suelo. Las plantaciones tienen un efecto moderador sobre los vientos y ayudan a asentar el polvo y otras partículas del aire.
Al incorporar los árboles a los sistemas agrícolas, pueden mejorarse las cosechas, gracias a sus efectos positivos para la tierra y el clima. Finalmente, la cobertura vegetal que se establece mediante el desarrollo de las plantaciones en gran escala y la siembra de árboles, constituye un medio para la absorción de carbono, una respuesta a corto plazo al calentamiento global causado por la acumulación de dióxido de carbono en la atmósfera.
La incorporación de árboles como parte de un programa forestal social puede tener diferentes formas, incluyendo las arboledas comunitarias, las plantaciones en el terreno gubernamental o en las vías de pasaje autorizado, alrededor de los terrenos agrícolas, junto a los ríos y al lado de las casas. Este tipo de plantación causa pocos impactos ambientales negativos. Los árboles dan productos útiles y beneficios ambientales y estéticos. Los problemas comunes que surgen de estas actividades son de naturaleza social.
Los árboles sembrados para protección, por ejemplo, como fajas protectoras o guardabrisas o para estabilizar las laderas, controlar la erosión, facilitar el manejo de cuencas hidrográficas, proteger las orillas de los ríos o fijar las dunas de arena, son beneficiosos por naturaleza y proveen protección y servicios ambientales. Si surgen problemas, muy probablemente, serán sociales (cuestiones de tenencia de las tierras y los recursos).

#### Sensibilización ambiental
Impulsa la acción ciudadana en defensa del medio ambiente, participando en acciones forestales, sensibilizando a la población, incentivando la participación social y promueve la educación ambiental. Las reforestaciones participativas son plantaciones organizadas por asociaciones de voluntariado ambiental, centros educativos, ayuntamientos, etc. con el objetivo de mejorar, restaurar y conservar espacios naturales degradados.

### Impactos negativos

#### Impactos de carácter temporal
Con la excepción de los proyectos que emplean siembras de enriquecimiento o plantación debajo de los otros árboles, el terreno destinado a este propósito se prepara, generalmente, limpiando la vegetación competitiva y adyacentes.
Los impactos negativos de la preparación del sitio incluyen, no solo la pérdida de la vegetación existente y los valores ambientales, económicos y sociales que ésta pueda tener, sino también los problemas ambientales relacionados con el desbroce de la tierra: la mayor erosión, la interrupción del ciclo hidrológico, la compactación del suelo, la pérdida de nutrientes y la disminución consiguiente en la fertilidad del suelo. Aunque perjudiciales, muchos de estos efectos pueden ser de corta duración; el sitio comienza a recuperarse una vez que se lo replante y la vegetación se restablezca.

##### Impactos inherentes a la agricultura
Las plantaciones son bosques artificiales: los árboles se manejan, esencialmente, como cultivos agrícolas de ciclo largo. Como tales, muchos de los impactos agrícolas negativos que son inherentes en la agricultura, ocurren también en la plantación forestal. La magnitud del impacto depende, en gran parte, de las condiciones existentes en el sitio antes de plantarlo, las técnicas de preparación, las especies sembradas, los tratamientos que se dan durante la rotación, la duración de la misma y los métodos de explotación.

#### Impactos sobre ciclo hidrológico de la cuenca
Las actividades de reforestación y forestación en las regiones más áridas, especialmente, pueden agotar la humedad de la tierra, bajar el nivel del agua freática y afectar el flujo básico hacia los ríos.

#### Impactos sobre la estructura del suelo
Como cualquier otro cultivo agrícola, las plantaciones de árboles de crecimiento rápido y ciclo corto pueden agotar los alimentos del suelo y reducir la fertilidad del sitio, al eliminar, repetidamente, la biomasa y trastornar el suelo. Este es el caso, también para las rotaciones de ciclo largo, pero los efectos son menos notorios: la compactación de la tierra y los daños que ocurren durante el desbroce del sitio (remoción de la vegetación por medios físicos o quemado), la preparación mecánica y la cosecha. Puede ocurrir erosión en las plantaciones si la cobertura es incompleta o falta monte bajo. La acumulación de hojarasca debajo de las plantaciones aumenta el riesgo de incendio y reduce la infiltración de las agua de lluvia y si predominan una o dos especies en la hojarasca, se puede cambiar las características químicas y bioquímicas del suelo. Las hojas muertas de las plantaciones coníferas (pinos) pueden acidificar el suelo.

#### Conflicto de intereses con otros usuarios del agua para riego
Algunas especies producen toxinas que inhiben la germinación de las semillas de las otras especies. Las plantaciones con riego pueden causar conflicto con los demás usuarios del agua y causar otros impactos ambientales y sociales que son comunes en los proyectos de riego.
El agua de retorno de las plantaciones con riego, ubicadas en las zonas semiáridas, puede ser salina, haciendo que sea menos útil para otros usos y bajando la calidad de las aguas superficiales. En ese caso puede contaminarse el agua superficial y freática y representar un peligro directo para la salud de todas las personas que las utilicen.

### Impactos indirectos
Los impactos indirectos de las grandes plantaciones comerciales incluyen los resultados de la construcción de los caminos para transportar la madera y de las industrias que la procesan.

### Uso de especies exóticas
Las plantaciones y los proyectos de conservación se establecen, a menudo, usando especies exóticas, en vez de las nativas. Esto se hace porque:
- crecen más rápidamente que las nativas o tienen características más deseables en cuanto a su uso final;
- las semillas de las especies exóticas están disponibles, fácilmente, a través de los proveedores comerciales; o,
- sus características de crecimiento y uso final son más conocidas que los de las nativas.

Al emplear las especies exóticas por primera vez, siempre existe un riesgo. Si bien han sido muy exitosas en muchos lugares, en otros han causado problemas o esperanzas irreales. Al introducir nuevas plantas en un ambiente nuevo, no siempre prosperan tanto como se desearía. Esto puede ser el resultado de las condiciones inadecuadas en el sitio, que estén en el límite de la tolerancia ambiental de la especie (lluvia, temperatura); o del ataque (a veces devastador) de las plagas o enfermedades contra las cuales la planta tenga poca o ninguna resistencia o la falta de preparación del sitio o deficiencia en la siembra o el mantenimiento.
Las especies nativas, a menudo, crecen más lentamente que las exóticas, pero, ordinariamente, son más viables a largo plazo; han sido seleccionadas y refinadas, genéticamente, durante siglos, y se han adaptado a las condiciones locales; por eso están mejor preparadas para sobrevivir los extremos climáticos y brotes de plagas y enfermedad locales. Ha habido casos en que se ha limpiado la vegetación nativa “de crecimiento lento”, a un costo económico y social considerable, para reemplazarla con plantaciones de especies exóticas “de crecimiento rápido”, pero, al final, su productividad fue inferior a la de la vegetación desbrozada, o no se pudo justificar, en relación con los costos. Además, ha habido otros casos en que el comportamiento impredecible de la especie en el ambiente nuevo ha causado el resultado contrario: la sobreproducción. Las especies exóticas pueden convertirse en malezas, difundiéndose en todas partes, desde el sitio de la población, ocupando áreas donde no son deseadas y volviéndose casi imposibles de erradicar.
Se debe probar, en forma amplia, la especie exótica (de varias fuentes), antes de utilizarla con profusión en un área nueva. Especialmente, en el caso de las plantaciones de protección, donde sea fundamental establecer y mantener, rápidamente, la cobertura forestal, se debe intercalar entre las especies exóticas de crecimiento rápido, las especies nativas; estas, aunque más lentas, serán, a la larga, más fiables. Hace falta mucha más investigación acerca de las características ambientales y usos finales de muchas de las especies tropicales poco conocidas. Se puede obtener información de la gente del lugar, porque conoce la vegetación nativa.
Un problema adicional es que la especie exótica posiblemente no será aceptada localmente para el uso final para el cual fue plantada (p.ej. postes, leña). Una especie que se utiliza, ampliamente, en un lugar para leña, por ejemplo, quizás no será apropiada para otro sitio donde se emplean diferentes alimentos y métodos de cocción. La percepción de la gente, en cuanto a las cualidades de la madera y de los otros productos forestales, puede tener una base cultural y estar firmemente arraigada. Puede ser muy difícil superar los perjuicios, de cualquier índole, contra una variedad. Antes de introducir una especie en un área, se deberá probar su aceptación local.

### Temas socioeconómicos
Los beneficios socioeconómicos de las grandes plantaciones comerciales incluyen la generación de empleo, más que el manejo de los bosques naturales, pero menos que la agricultura, y, a menudo, ocurren mejoras en la infraestructura y servicios sociales locales. Al igual que las operaciones de explotación forestal de los bosques naturales, tienen aspectos negativos, particularmente, en las áreas remotas. Son los problemas relacionados con la fuerza laboral importada (sobrecargando la infraestructura y servicios sociales locales, causando tensiones sociales y, a veces, raciales, aumentando los problemas de salud, etc); la mayor monetarización de la economía; y, si las plantaciones impulsan la construcción de caminos, se producirán problemas relacionados con la afluencia no planificada de gente y los cambios sociales por el mayor contacto con el mundo exterior.
Las actividades locales de reforestación, tales como las arboledas comunitarias y la siembra de árboles alrededor de las residencias, pueden tener muchos beneficios directos para los individuos y las comunidades. Los proyectos de leña pueden reducir la cantidad de tiempo y el esfuerzo requerido a fin de recolectarla para la cocina, liberando ese tiempo para otras actividades. La producción de forraje puede mejorar el acceso y la disponibilidad de los alimentos para los animales, algo que adquiere mayor importancia durante las temporadas secas. Se pueden obtener ingresos importantes de las ventas de madera, frutas, nueces, fibras u otros productos de los árboles. Se debe cortar los árboles cuando las condiciones del mercado son favorables, o cuando la madera o el dinero sean más necesarios. Las arboledas comunitarias pueden dar empleo, a corto plazo, a la gente sin tierras y más pobre de la comunidad, principalmente, durante las etapas del establecimiento y explotación de la plantación. Las necesidades de mano de obra y capital, relativamente bajas, después de la siembra y antes de la explotación de los árboles son ventajas para los agricultores, cuando los siembran en sus propios terrenos. Como los árboles pueden ser cultivados en terrenos marginales que son inadecuados para agricultura, o en áreas pequeñas de terrenos no utilizados, no compiten con los trabajos más rentables.
Las siembras grandes, sean éstas las plantaciones privadas para la producción comercial de madera o las comunitarias para la producción de leña u otros productos, o las grandes plantaciones de protección (p.ej. para manejar las cuencas hidrográficas o estabilizar dunas de arena) pueden originar problemas por la tenencia de la tierra y los derechos de utilización de la tierra y sus recursos. Los programas para sembrar en los terrenos comunales, a menudo, pasan por alto, o desconocen los derechos tradicionales, en cuanto al uso de la tierra o al pasaje autorizado. Aún las siembras de protección efectuadas en los terrenos deteriorados pueden causar conflictos sociales. Aunque el terreno esté degradado, los nativos (que tal vez estén causando este problema), lo pueden estar utilizando para recoger leña o producir forraje, para pastar el ganado, o como un camino para ellos mismos y para su ganado. El sembrar árboles en esta área y limitar el acceso de la gente, aunque en teoría, sea beneficioso para la comunidad, causará descontento local, si no se busca, como compensación, una alternativa adecuada.
Un error común que se comete en los proyectos de plantación y reforestación es el de ignorar la diversidad de los alimentos silvestres (champiñones, raíces y tubérculos, verduras frutas y miel, nueces, condimentos, aceites comestibles, etc) que se encuentran en los bosques, pastos o matorrales incultos, junto a los caminos o cerca de los cultivos, los mismos que las mujeres, singularmente, recolectan y venden. Especialmente, en las áreas áridas y semiáridas, estos alimentos pueden ser claves para la nutrición del hogar, o como fuentes de ingresos durante los períodos de sequía. Los alimentos silvestres tienden a perder su prestigio, cuando las economías se vuelven más monetizadas y urbanizadas, o la gente obtiene más educación formal. En general, se pasa por alto esta oportunidad para aumentar la producción y utilización de estos productos, y se ignora su impacto positivo en la seguridad alimenticia, aún en los proyectos de plantación de árboles, que aparentan objetivos de alivio de la pobreza y la productividad. La evaluación ambiental debe recolectar información sobre la disponibilidad de estos alimentos durante el año, en el área del proyecto, y su uso por los grupos étnicos y económicos, y llamar la atención a los planificadores en cuanto a estos datos.
Se olvidan, no solo los usos actuales de los recursos, sino también, su potencial futuro para genera una selección más amplia de productos. Un error común de los proyectos de plantación que tratan de aliviar la presión sobre las reservas forestales, es el de enfocar la producción en una selección muy limitada de productos a fin de satisfacer las necesidades locales, pero el resultado es que la gente continúa explotando los bosques. Rara vez, los proyectos de gran escala, tratan de producir materias primas para las empresas locales que generan ingresos, porque se considera que la coordinación de las necesidades dispersas requiere demasiado desarrollo institucional y, por lo tanto, la rentabilidad económica será mínima.
Con frecuencia, la propiedad de los árboles y la del terreno donde crece, causa problema. En muchos países, todos los árboles, plantados o silvestres, pertenecen, oficialmente, al Estado, lo cual desalienta la reforestación. Además, al sembrar en un terreno que se suponía era comunitario, cuando, en realidad, ciertas personas tienen derechos sobre el mismo, los productos destinados al beneficio de los miembros de la comunidad, serán reclamados por un número reducido de gente, a menudo, la menos necesitada.
Surgen algunos problemas socioeconómicos en los proyectos de “forestación social”, debido a la relativa novedad de esta clase de actividad. A menudo, ni el personal forestal gubernamental, ni la gente local, tienen las habilidades necesarias. Las actividades de la forestación social deberán conseguir que la gente rural participe en las actividades organizadas para producir y manejar sus árboles o bosques, para su propio beneficio. No se puede dar por hecho su participación; deben entender claramente los costos y beneficios de su aporte y no deben haber trabas para la obtención de beneficio. Se requiere una transformación radical de comportamiento para poder cambiar la recolección tradicional de la leña y otros productos naturales, con el cultivo de los mismos bosques.
El personal forestal, generalmente, ha sido capacitado para manejar bosques naturales, y tienen la responsabilidad de proteger los bosques comunales; pero, a menudo, no consiguen la confianza de la gente rural, ni poseen las destrezas de comunicación y análisis de sistemas sociales, que requieren para el trabajo de forestación social. Como resultado, surgen muchos problemas. Frecuentemente, se siembran ciertas especies porque las semillas están disponibles, y no por su uso final o la idoneidad del sitio. Una vez establecidas las plantaciones, la gente no sabe cómo cuidarlas, cuando ralearlas o cosecharlas, ni qué hacer con los árboles, una vez cortados. Las plantaciones que se sembraron para un propósito, pueden, eventualmente, ser utilizadas para otro, o no encontrarán uso, porque no existe ningún plan claro. A menudo, la gente que durante generaciones ha cortado los árboles para aumentar su terreno agrícola, no entiende los beneficios de los proyectos forestales que disminuyen tierra de la agricultura. Frecuentemente, no existen los equipos necesarios para explotar y transportar los árboles.
Finalmente, hay algunos riesgos económicos relacionados con las plantaciones. Los mercados de los productos forestales son inestables, o pueden desaparecer durante la vida larga de una sola rotación. Pueden cambiar las condiciones políticas y económicas, y esto alterará las prioridades y la distribución de los fondos. Los incendios, los insectos y las enfermedades pueden destruir todos los árboles. Si el mercado baja, se producirá una pérdida neta. El entusiasmo por el proyecto forestal, cuyos beneficios tangibles no se realizarán, sino después de un tiempo relativamente largo (mínimo 3 años), se perderá dadas las necesidades urgentes de la comunidad (p.ejem. papel,madera etc).

## Reforestación en España

### Historia de la reforestación en España
Probablemente la reforestación sea tan antigua como el Hombre. Se sabe que los legionarios romanos tenían órdenes de esparcir por los montes de las tierras conquistadas frutos de árboles, como castañas y bellotas, por si en futuras campañas fuesen necesarios alimentos suplementarios para sus ejércitos.
También son muy antiguas las disposiciones en las que se obligaba a que por cada árbol cortado se plantasen varios, especialmente a partir del Renacimiento, con el incremento de la construcción naval al generalizarse el comercio marítimo. “Una cosa deseo ver acabada de tratar. Y es lo que toca la conservación de los montes y aumento de ellos, que es mucho menester y creo que andan muy al cabo. Temo que los que vinieren después de nosotros han de tener mucha queja de que se las dejemos consumidas. Y ruego a Dios que no lo veamos en nuestros días.” (Felipe II, al presidente del Consejo de Castilla, 1582).
Las primeras repoblaciones sistemáticas con criterios científicos y técnicos son, sin embargo, recientes, siendo España uno de los países pioneros de las mismas.
Tras siglos de mengua de los bosques españoles, por pastoreo, incendios, talas y roturaciones, y a pesar de los intentos para su protección desde el siglo XVI y, especialmente, durante el XVIII por ser la madera un sector estratégico para la Armada, la puntilla a los bosques españoles vino del proceso desamortizador de la primera mitad del siglo XIX.
A fin de dar liquidez a las arcas del Estado se pusieron en venta cerca de 7 millones de hectáreas de montes públicos incautados previamente a los municipios, al clero y a otras “manos muertas” poco productivas, acabando muchos de ellos roturados. Pocos años después se produjeron espantosas riadas, con gran erosión y pérdida de terrenos, arrastre de materiales y cientos de muertos, acusándose de tales desastres a la falta de cobertura vegetal de los montes, incapaces de retenerlas.
Ante esto, se propusieron medidas para proteger las masas arboladas que aún quedaban, realizándose en 1859 la primera Clasificación General de los Montes Públicos, en 1862 el Catálogo de Montes de Utilidad Pública exceptuados de desamortización, y aprobándose en 1877 la Ley de Repoblaciones Forestales, que llegaba a plantear una repoblación forestal masiva del país.
También, para contener estas catástrofes, al comenzar el siglo XX se crearon las Divisiones Hidrológico-Forestales, embrión de las Confederaciones Hidrográficas, que son los organismos que actualmente gestionan los grandes sistemas hidrográficos españoles. Resultarían ser una notable contribución a la gestión del Medio Natural, hasta tal punto que la Unión Europea acabaría extendiendo la idea a todas las cuencas europeas a través de las Demarcaciones Hidrográficas que establece la Directiva Marco del Agua.
No fue, sin embargo, hasta la Segunda República Española, en los años 1930, cuando comenzó a gestarse un plan realista para reforestar el país: el Plan General para la Repoblación Forestal de España, que no pudo fraguar hasta concluida la Guerra Civil (1936-1939), siendo presentado en 1939 por sus autores Luis Ceballos y Fernández de Córdoba y Joaquín Ximénez de Embún.
El Plan contemplaba un periodo de vigencia de 100 años, con sus correspondientes revisiones. Comenzó a ejecutarse durante la posguerra española, y se desarrolló con más o menos intensidad durante los cuarenta años de la dictadura franquista, languideciendo durante la Transición. Si en los años 50, por ejemplo, se llegaban a repoblar 150 000 ha al año, en 1989 la cifra no llegó a las 1000 ha. Estas actividades recibirían en sus primeros tiempos grandes parabienes, llegando a ser modelo internacional de referencia, para acabar siendo fuertemente criticadas al advenimiento de la democracia, finales de los años 1970 y durante los 1980, como labores autárquicas, totalitarias y propias del franquismo.
Sin embargo, durante los años 1990, con la democracia plenamente consolidada, la acción repobladora recobró nuevas fuerzas de la mano de las comunidades autónomas, a las que el Estado había transferido las competencias forestales.
Más entonadas con los requerimientos ambientales y sociales, y bajo parámetros que favorecían el empleo de especies frondosas autóctonas, los trabajos cofinanciados por la Unión Europea se centraron fundamentalmente en terrenos agrícolas particulares poco productivos, alcanzándose ritmos de reforestación cercanos a los de los años 50.
En la actualidad, las labores de forestación y reforestación se engloban dentro de los diferentes planes forestales autonómicos y el Plan Forestal español 2000-2032, que de alguna manera, retoma el espíritu original de L. Ceballos y J. X. Embún.
Según datos de la Sociedad Española de Ciencias Forestales, los 12 millones (M) de hectáreas (ha) arboladas que quedaban en 1860 habrían seguido reduciéndose hasta el mínimo histórico de 11 M ha de 1950, incrementándose a partir de entonces hasta los 18 M ha de 2011 (FAO), de las cuales, unos 5 M ha provendrían de trabajos de forestación y reforestación. En la actualidad, España, junto con Israel, es un país punta de lanza en tecnologías de restauración y reforestación forestal.

### Críticas a la reforestación en España
Las repoblaciones forestales masivas que se realizaron en España entre los años 1940 y 1980 fueron posibles por el empleo de técnicas de preparación del terreno en general muy intensivas y de gran impacto ambiental, especialmente sobre el paisaje y la vegetación, a pesar de obtenerse buenos resultados prácticos en cuanto a la pervivencia de las masas. Cabe citar entre ellos los aterrazados, los decapados y los acaballonados. En la actualidad, estos trabajos de preparación incluyen el subsolado del suelo, pero la preparación es puntual para cada pie a implantar.
La selección de especies fue, y sigue siendo, objeto de gran polémica entre los propios profesionales forestales, científicos, naturalistas y grupos ecologistas, por el uso masivo de especies del género Pinus frente al de especies frondosas, así como por la inclusión en los trabajos de especies exóticas meramente productoras (Eucalyptus sp., Pinus radiata, Pseudotsuga menziesii, etc.).
El uso del género Pinus, del cual hay 6 especies autóctonas en la península ibérica y otra en las islas Canarias, se debió en gran medida a las buenas tasas de supervivencia que presentaban frente a las frondosas y a un desarrollo mucho más rápido, que permitía proteger y crear suelo más deprisa, además de proporcionar mayores volúmenes de madera en menos tiempo. La explicación científica a esa mejor supervivencia y desarrollo estaría en que los pinos tienen, en general, mejor capacidad colonizadora de terrenos desnudos que las frondosas, que suelen preferir el crecimiento bajo sombra y necesitan de suelos más desarrollados. Las frondosas se introducen al abrigo de los pinares, y los sustituyen de manera natural a medida que el suelo se hace más profundo y va siendo sombreado. Los pinos quedan así relegados a las peores zonas, más escabrosas, inclinadas y con menos suelo, pero cuando una perturbación acaba con zonas boscosas de frondosas, como una plaga, una enfermedad, una época de grandes sequías o de fríos extremos, o todo ello en conjunto, los pinares recolonizan el terreno y comienza de nuevo el ciclo. La existencia de series de sucesión ecológica vegetal hacia etapas clímax es inestable, y por ello los pinos y otras coníferas han pervivido hasta nuestros días.
El debate sobre si los pinos son o no apropiados según qué estaciones forestales sigue abierto. En ciertos círculos incluso se obvia, o simplemente se desconoce, el hecho de que existan varias especies autóctonas de pinos y de otras coníferas, como enebros, sabinas, abetos o cipreses, cuya presencia en la península ibérica es anterior a la de las propias frondosas.
De hecho, los estudios paleobotánicos a partir de polen en turberas parecen indicar un predominio polínico arbóreo de las coníferas en muchas zonas, principalmente de pie de monte, hasta aproximadamente la Alta Edad Media. Solo a partir de entonces, cuando se manifiesta una disminución general del polen de árboles forestales y un aumento del polen de gramíneas y plantas de cultivo, es cuando comienza a dominar el de frondosas forestales en dichas zonas. Esto podría responder a la adaptación de los bosques supervivientes a las actividades humanas, principalmente a los incendios reiterados que se intensifican desde esa época, como también atestigua el incremento de deposición de cenizas en las turberas. Las formaciones dominadas por quercineas podrían estar, por tanto, favorecidas por las actividades humanas.
La visión estereotipada que a veces tienen ciertos sectores de la sociedad sobre los pinares ibéricos ha llegado incluso a cuestionar la naturalidad de pinares milenarios, como los de la sierra de Gredos, donde se han obtenido en turberas registros polínicos de Pinus sylvestris y Pinus nigra, e incluso se han extraído maderas de pino y piñas fósiles con miles de años de antigüedad.
El incremento porcentual del polen de frondosas durante la Edad Media, coincidente con el incremento de depósitos de cenizas, se explicaría por los reiterados incendios provocados por motivos agrícolas, ganaderos y bélicos. Por ejemplo, los ganados trashumantes (según una etimología en castellano significa “ganado que cambia de terreno”, pero según otra significa “ganado después del humo”) aprovecharían mejor a su paso los terrenos deforestados mediante fuegos reiterados, como se ha continuado haciendo en algunas zonas de España (por ejemplo El Bierzo) hasta bien entrado el siglo XX (fuegos pastorales, sic).
El fuego es un elemento natural inexorablemente unido al ecosistema mediterráneo. La escasez de agua impide una descomposición completa de los restos vegetales, de la biomasa muerta, que se acumula impidiendo la regeneración del bosque, lo que tarde o temprano sucede por incendios naturales debido a la caída de rayos. Tanto las coníferas como las frondosas están adaptadas a ellos, pero siguen estrategias diferentes.
Los pinos de genotipos mediterráneos poseen como adaptación al fuego la diseminación por serotinismo, esto es, mediante piñas que se abren con el fuego y dejan caer sus piñones sobre la ceniza. El problema es que si el fuego tiene un periodo de recurrencia “anormal”, antes de que los nuevos pinos nacidos lleguen a dar fruto (unos veinte años), o si bien los ganados pululan por los nuevos diseminados comiéndose las plantitas, el pinar o los pinos individuales desaparecen.
Por el contrario, la adaptación al fuego de las quercíneas mediterráneas (encinas, melojos, quejigos, alcornoques, ...) es por rebrote, de cepa o de raíz, y aunque la reiteración afecta también a esta capacidad, lo cierto es que cualquiera de ellas sería capaz de subsistir a dos incendios en un periodo de veinte años, y al ramoneo posterior del ganado. Lo mismo le pasa al pino canario, Pinus canariensis, que se ha adaptado a los fuegos reiterados que ocasionaban las erupciones volcánicas mediante la estrategia del rebrote y no de la diseminación, de tal manera que un pinar de pino canario puede estar casi completamente regenerado a los dos o tres años de un incendio.
Por tanto, parece que los incendios reiterados desde hace siglos han alterado el proceso natural de sucesión y regresión ecológica que ocurre en algunos sistemas forestales mediterráneos, en los que ciertamente hay una “tendencia” hacia la dominancia de determinadas especies frondosas, pero han “exagerado” la composición y extensión de algunos ecosistemas dominados por quercíneas, que de manera natural tendrían probablemente paisajes diferentes.
Como vemos, desde un punto de vista científico y técnico parece absurdo demonizar el empleo de pinos autóctonos en las reforestaciones, especialmente sobre terrenos denudados y erosionados. Pero también es cierto que durante el siglo XX se abusó de ellos y se prescindió prácticamente del empleo de frondosas, posiblemente por miedo al fracaso de actuaciones con especies más exigentes, y también con ciertos objetivos productivistas: durante la posguerra existía un fuerte déficit en el sector primario de la madera y grandes dificultades para el abastecimiento.

Estoy contra el desmedido afán de industrializar los montes creando extensas masas uniformes y coetáneas de coníferas en estado regresivo, que, por serlo, están a merced de una cerilla, de un hongo o de un insecto. El bosque está muy lejos de ser una masa regular y compacta de árboles iguales, monótona y amorfa como puede serlo un campo de trigo; el bosque es una población vegetal pero no un ejército de árboles.
Luis Ceballos y Fernández de Córdoba.

Aquel uso masivo de Pinus en las repoblaciones forestales, extendiendo masas monoespecíficas más allá de las áreas de las que se tenían referencias históricas, y el “ninguneo” de las quercíneas y otras especies en las repoblaciones forestales, acabó generalizando en la sociedad española, y en particular en sus comunidades forestal y científica, una honda discusión, aún no resuelta, sobre si los pinares empobrecen el suelo y en general la biodiversidad, si son más proclives a los incendios forestales, o sobre su extensión natural real.
En cualquier caso, la idea inicial de L. Ceballos y J. X. Embún, a través de su Plan General, fue la de acelerar los procesos naturales de sucesión ecológica, de manera que tras el desarrollo de las coníferas se prodigaran bajo ellas las frondosas y el sotobosque, algo que ocurriría de manera natural con el tiempo, si no lo hacía antes la mano del hombre con segundas repoblaciones (o con fuego). El incremento de la superficie forestal de frondosas que se observa en los inventarios forestales parece darles la razón en sus planteamientos. Muchas de las reforestaciones que se han acometido en España en los últimos tiempos, han sido mixtas de pinos como especies colonizadoras y “protectoras”, junto con las frondosas como especies “nobles” a establecer.